# Psathoníssi (Íos)
Pour les articles homonymes, voir Psathonisi.
Psathoníssi (grec moderne : Ψαθονήσι) est une île grecque de la mer Égée faisant partie du dème (municipalité) de Ios, en Égée-Méridionale.

## Description
Il s'agit d'une petite île inhabitée située à environ deux kilomètres au nord de la localité de Psáthi située sur l'île de Ios, dans les Cyclades.